# Клайбер, Шон
Шон Десмонд Клайбер (нидерл. Sean Desmond Klaiber; род. 31 июля 1994, Ньивегейн, Утрехт) — суринамский и нидерландский футболист, защитник клуба «Брондбю» и сборной Суринама.

## Клубная карьера
Клайбер — воспитанник клуба «Утрехт». 29 октября 2013 года в поединке Кубка Нидерландов против «Козаккен Бойс» Шон дебютировал за основной состав. 23 февраля 2014 года в матче против «Гронингена» он дебютировал в Эредивизи. В начале 2015 года для получения игровой практики Клайбер на правах аренды перешёл в «Дордрехт». 17 января в матче против АЗ он дебютировал за новую команду. 27 февраля в поединке против «Гоу Эхед Иглз» Шон забил свой первый гол за «Дордрехт». По окончании аренды он вернулся в «Утрехт». 20 июля 2017 года в матче квалификационного раунда Лиги Европы против мальтийской «Валлетты» Клайбер забил свой первый гол за «Утрехт».
1 октября 2020 года Клайбер перешёл в амстердамский «Аякс». 18 октября в матче против «Херенвена» он дебютировал за новую команду. В составе клуба Шон дважды выиграл чемпионат и завоевал Кубок Нидерландов.
29 августа 2022 года игрок вернулся в «Утрехт», подписав с клубом трёхлетний контракт. 1 сентября 2023 года Клабер подписал двухлетний контракт с датским «Брондбю». 17 сентября в матче против «Орхуса» он дебютировал в датской Суперлиге. 26 ноября в поединке против «Люнгбю» Шон сделал «дубль», забив свои первые голы за «Брондбю».

## Международная карьера
Клайбер имеет суринамские корни. 13 июня 2021 года он заявил о намерении выступать за сборную Суринама. В том же году клайбер принял участие в Золотом кубке КОНКАКАФ. На турнире он сыграл в матчах против сборных Ямайки, Коста-Рики и Гваделупы.

## Достижения
Клубные
«Аякс»
- Чемпион Нидерландов (2): 2020/21, 2021/22
- Обладатель Кубка Нидерландов: 2020/21